# George Wilhelm Richter

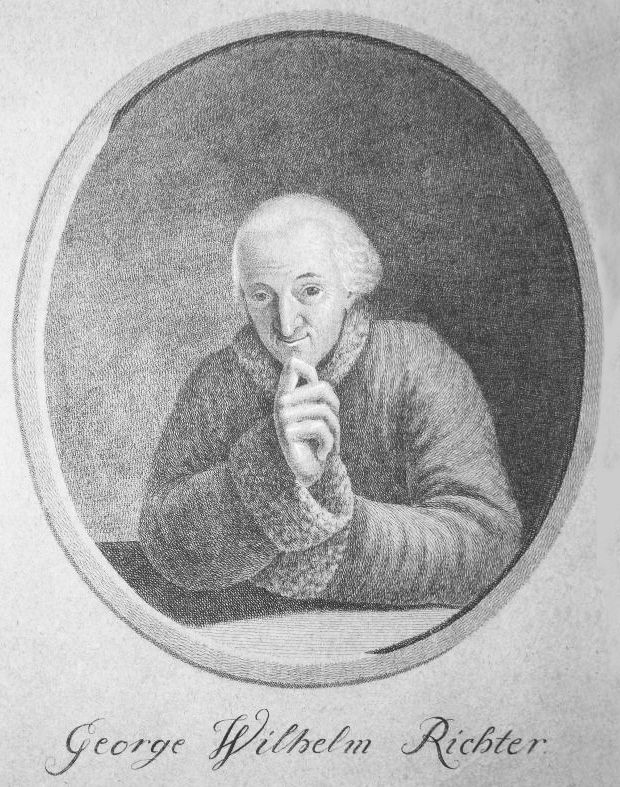
George Wilhelm Richter, Radierung von Johann Heinrich Wiese, um 1795

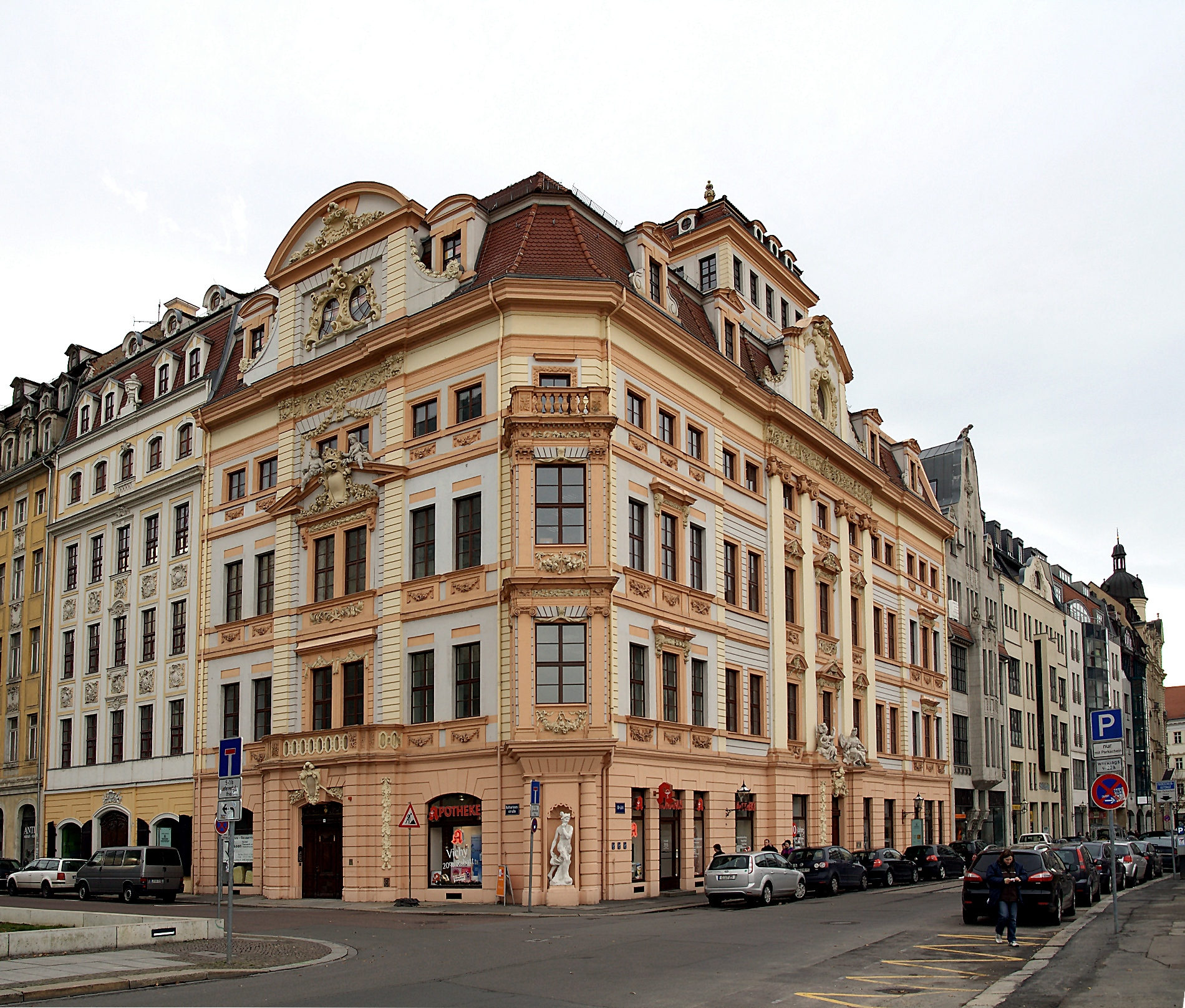
Das Romanushaus in Leipzig (2009)

George Wilhelm Richter (~29.9.1735 in Leipzig; † August 1800, beerdigt 17. August 1800 ebenda) war ein deutscher Weinhändler, Cafetier und Freimaurer.

## Leben
George Wilhelm Richter war ein zu Wohlstand gekommener Leipziger Weinhändler. 1770 erwarb er das Romanushaus, in dessen zweitem Obergeschoss er 1772 ein Café eröffnete. In sechs bis sieben Räumen gab es Kartenspiel, Musik, Journale, Billard, Weinausschank und Soupers. Aufgrund seiner Lage und Ausstattung avancierte das Richter'sche Café zum führenden und teuersten der acht Kaffeehäuser von Leipzig. Es wurde Treffpunkt der Leipziger Gesellschaft und zog zahlreiche Besucher wie Friedrich Schiller an, der das Café wiederholt besuchte und in seinen Briefen erwähnte. Schiller berichtete von Richters zu den Messeterminen kredenztem kalten Punsch Royal. Jährlich ließ Richter dazu ein Lied verfassen und drucken. Nach dessen Absingen war die Punschsaison eröffnet.
1792 tagte in Richters Haus die erste gesellschaftliche Vereinigung des deutschen Buchhandels, ein Vorläufer des Börsenvereins der deutschen Buchhändler. 1794 verkaufte der wohl in wirtschaftliche Schwierigkeiten geratene Richter das Romanushaus an den französischen Kaufmann Jacob Marcus Anton Dufour. George Wilhelm Richter verstarb im August 1800 in Leipzig.
George Wilhelm Richter war zunächst Mitglied der Leipziger Freimaurerloge Minerva zu den drei Palmen und trat 1776 mit der Matrikelnummer 8 zu der neu gegründeten Loge Balduin zur Linde über. 1776 und 1781 versah er dort das Amt eines Zeremonienmeisters.